# Disulfure de molybdène
Le disulfure de molybdène, ou sulfure de molybdène(IV), est un composé chimique de formule MoS2. Il s'agit d'un solide noir cristallisé diamagnétique et semiconducteur, semblable au graphite par son apparence et son toucher, et de ce fait utilisé comme lubrifiant, parfois à température élevée. Sa forme minérale est la molybdénite, principal minerai dont est extrait le molybdène.

## Structure
Le disulfure de molybdène cristallise à température ambiante dans le système hexagonal (forme 2H-MoS2) selon le groupe d'espace P63/mmc (no 194) avec un gap indirect de 1,2 eV, tandis qu'une monocouche de MoS2 présente un gap direct de 1,8 eV. Il existe également une forme 3R-MoS2 de symétrie rhomboédrique dans le groupe d'espace R3m (no 160). Dans le MoS2 cristallisé, chaque Mo4+ est lié à six ligands S2− occupant les sommets d'un prisme trigonal au sein duquel la couche d'atomes de molybdène est prise en sandwich entre deux couches d'atomes de soufre. Deux couches d'atomes de soufre adjacentes étant liées par des forces de van der Waals, elles présentent un faible coefficient de frottement entre elles, à l'origine de leurs propriétés lubrifiantes.
La forme bidimensionnelle du disulfure de molybdène fait de lui une alternative prometteuse au graphène pour des applications en micro-électronique.

## Propriétés chimiques
Le disulfure de molybdène est stable à l'air et à l'oxygène aux conditions normales, mais réagit à chaud avec O2 pour former du trioxyde de molybdène MoO3 :
2 MoS2 + 9 O2 ⟶ 2 MoO3 + 4 SO3.
Le chlore Cl2 attaque le disulfure de molybdène à haute température pour former du chlorure de molybdène(V) MoCl5 :
2 MoS2 + 7 Cl2 ⟶ 2 MoCl5 + 2 S2Cl2.
Le disulfure de molybdène réagit aux conditions normales avec les organolithiens pour donner des composés d'intercalation LixMoS2. Avec le n-buthyllithium C4H9Li, il donne LiMoS2.

## Applications

### Comme lubrifiant solide
Le disulfure de molybdène sous forme de particules de 1  à   100 μm de diamètre est un lubrifiant solide couramment employé. Il existe peu d'alternatives ayant à la fois de bonnes propriétés lubrifiantes et une bonne stabilité thermique jusqu'à 350 °C en milieu oxydant. Les tests de friction réalisés à l'aide d'une pointe sur un disque donnent comme coefficient de frottement à faible charge (0,1 à 2 N) des valeurs inférieures à 0,1.
Le disulfure de molybdène entre souvent dans la composition de mélanges ou de matériaux composites dont les surfaces doivent présenter une friction faible. C'est par exemple le cas des matières plastiques, pour lesquels l'addition de MoS2 conduit à la formation de composites à la résistance et aux propriétés de friction améliorées. Le nylon, le polytétrafluoroéthylène et le Vespel (en) comptent parmi les polymères organiques susceptibles d'être chargés de MoS2. On utilise également des revêtements auto-lubrifiants appliqués par dépôt chimique en phase vapeur pour les applications à haute température.
Des lubrifiants à base de disulfure de molybdène sont utilisés par exemple avec les moteurs à deux temps, les freins à rétropédalage de bicyclette, les joints de transmission, les cardans et les balles d'armes à feu.

### Comme catalyseur
Le disulfure de molybdène est utilisé comme cocatalyseur de désulfuration (hydrodésulfuration) en pétrochimie. Son efficacité comme catalyseur est accrue par dopage avec de petites quantités de cobalt et de nickel. L'alumine Al2O3 est fréquemment employée comme support de ces catalyseurs. Ces derniers sont produits in-situ en traitant de l'alumine imprégnée de molybdène et de cobalt ou de nickel avec du sulfure d'hydrogène H2S ou un réactif équivalent. La catalyse ne se déroule pas à la surface des régions cristallisées en feuillets réguliers, mais plutôt le long des bords de ces feuillets.
Le disulfure de molybdène est également utilisé comme catalyseur d'hydrogénation dans les synthèses organiques. Il est issu d'un métal de transition commun du 6e groupe, à la différence de nombreux autres catalyseurs équivalents, qui sont plutôt issus de métaux du 10e groupe, plus rares, de sorte que le MoS2 est retenu lorsque le prix du catalyseur ou sa résistance à l'empoisonnement au soufre sont des critères déterminants. Il est efficace pour l'hydrogénation de groupes nitro en groupes amine et peut être employé pour produire des amines secondaires par amination réductrice. Il peut également catalyser l'hydrogénolyse de composés organosulfurés, d'aldéhydes, de cétones, de phénols et d'acides carboxyliques pour donner leur alcane correspondant ; il n'est cependant pas très actif, et a souvent besoin de pression d'hydrogène supérieure à 95 atm et des températures supérieures à 185 °C.

### Comme semi-conducteur
Comme d'autres dichalcogénures de métaux de transition (TMD), les propriétés électroniques et optiques du disulfure de molybdène bidimensionnel diffèrent de celles du matériau massif. Le MoS2 massif est un semiconducteur à gap indirect avec une bande interdite large de 1,2 eV, tandis qu'un TMD 2D comme le MoS2 monocouche est à gap direct de 1,8 eV, ce qui permet de réaliser des transistors et des photodétecteurs,,. Il est également étudié pour des applications d'électronique flexible (en),